# هايوود سوليفان
هايوود سوليفان (بالإنجليزية: Haywood Sullivan) هو لاعب كرة قاعدة أمريكي، ولد في 15 ديسمبر 1930 في دونالسونفيل في الولايات المتحدة، وتوفي في 12 فبراير 2003 في فورت مايرز في الولايات المتحدة بسبب سكتة.

## وصلات خارجية
- هايوود سوليفان على موقعبيزبول رفرنس.كوم (الدوري الرئيسي) (الإنجليزية)
- هايوود سوليفان على موقعبيزبول رفرنس.كوم (الدوري الثانوي) (الإنجليزية)